# Форест Хоум (Њујорк)
Форест Хоум (енгл. Forest Home) насељено је место без административног статуса у америчкој савезној држави Њујорк.

## Демографија
По попису из 2010. године број становника је 572, што је 369 (-39,2%) становника мање него 2000. године.
| Група             | 2000.       | 2010.       |
| Белци             | 420 (44,6%) | 310 (54,2%) |
| Афроамериканци    | 48 (5,1%)   | 12 (2,1%)   |
| Азијати           | 361 (38,4%) | 203 (35,5%) |
| Хиспаноамериканци | 90 (9,6%)   | 32 (5,6%)   |
| Укупно            | 941         | 572         |